# Aelfgifu Aelfhelmsdotter
Ælfgifu Ælfhelmsdotter (c.970-1044) fue una noble dama hija del caballero Ælfhelm, ealdorman de Northumbria, el cual fue asesinado por Eadric Streona con la connivencia del rey Etelredo II.
En algún momento durante la conquista danesa en Inglaterra, Ælfgifu se casó con Canuto el Grande, naciendo de su unión 2 hijos: Haroldo Harefoot y Sveinn Knútsson.
Más tarde, Canuto se casó con la viuda de Etelredo II, Emma de Normandía, la cual fue considerada única y legítima esposa de acuerdo a las leyes católicas. Sus relaciones con Ælfgifu después de este enlace son inciertas. De todos modos, ella permaneció leal a su causa y acompaña a su hijo Svend a Noruega como lugarteniente de su padre luego de conquistar este país (1030). Pero el gobierno de ambos se gana el odio de los noruegos por los excesivos impuestos. Al año siguiente (1036), fueron expulsados de Noruega, y Svend muere en camino a Inglaterra, donde pensaba refugiarse. Entretanto Ælfgifu regresa a Dinamarca.
Tiempo más tarde, retorna a Inglaterra para apoyar a su hijo Haroldo a tomar la corona de este país, enfrentándose a su medio-hermano Canuto Hardeknut y a la madre de este, Emma.
Murió posiblemente en el año 1044.